# 四アルキル鉛等取扱作業者
四アルキル鉛等取扱作業者（しアルキルなまりとうとりあつかいさぎょうしゃ）とは、四アルキル鉛等業務特別教育を修了した者。

## 概要
- 四アルキル鉛等について、製造する業務、又はガソリンに混入する業務あるいはこれらに使用する機械等の修理等の業務、汚染されたあるいは汚染のおそれのあるタンク等の内部における業務、含有する残さい物、ドラム缶等を取り扱う業務、研究の業務、汚染を除去する業務

## 受講資格
- 18歳以上

## 特別教育
- 各事業所（企業等）又は都道府県労働局長登録教習機関が行う。
- 告示で規定された履修時間は6時間（以上）となっている。

### 講習科目
1. 四アルキル鉛の毒性
2. 作業の方法
3. 保護具の使用方法
4. 洗身等清潔の保持の方法
5. 事故の場合の退避及び救急処置の方法
6. その他四アルキル鉛中毒の防止に関し必要な事項